# منطقة بانج خون ثين
منطقة بانج خون ثين (بالإنجليزية: Bang Khun Thian District)‏ هي واحدة من 50 منطقة في بانكوك، تايلاند. يقدر عدد سكانها بـ 169,614 نسمة.